# Mistrovství světa v cyklokrosu 1967
18. Mistrovství světa v cyklokrosu se konalo 19. února 1967 v Curychu ve Švýcarsku. Poprvé bylo mistrovství rozděleno na dvě kategorie – muži (profesionálové, elite) a amatéři.

## Muži
Závodu se zúčastnilo 24 závodníků, ale jen 20 jich bylo klasifikováno. Trať měřila 24.450 km.
| Poř.             | Jméno             | Čas             |
| Zlatá medaile    | Renato Longo      | 1 h 17 min 32 s |
| Stříbrná medaile | Rolf Wolfshohl    | + 3 min 49 s    |
| Bronzová medaile | Herman Gretener   | + 9 min 14 s    |
| 4                | Emanuel Plattner  | + 9 min 34 s    |
| 5                | Erik De Vlaeminck | + 11 min 48 s   |
| 6                | Hubert Harings    | + 1 kolo        |

## Amatéři
Závodu se zúčastnilo přes 40 závodníků. Trať měřila 21. 450 km.
| Poř.             | Jméno                     | Čas             |
| Zlatá medaile    | Michel Pelchat            | 1 h 10 min 36 s |
| Stříbrná medaile | Julien Van den Haesevelde | + 2 min 20 s    |
| Bronzová medaile | Peter Frischknecht        | + 2 min 44 s    |
| 4                | Jean Gérardin             | + 2 min 52 s    |
| 5                | Franco Livian             | + 2 min 57 s    |
| 6                | Pierre Bernet             | + 3 min 18 s    |
| …                |                           |                 |
| 12               | Jaroslav Kvapil           | + 6 min 35 s    |
| 25               | Jaroslav Antoš            | + 11 min 30 s   |
| 31               | Pavel Krejčí              |                 |
| 37               | Jan Hanzl                 |                 |